# Сопотот
Сопото́т (болг. Сопотот) — село в Смолянській області Болгарії. Входить до складу общини Рудозем.

## Населення
За даними перепису населення 2011 року у селі проживали 365 осіб.
Національний склад населення села:
| Національність   | Кількість осіб | Відсоток |
| ---------------- | -------------- | -------- |
| болгари          | 144            | 79,1%    |
| інша             | 37             | 20,3%    |
| Всього відповіли | 182            |          |

Розподіл населення за віком у 2011 році:
Динаміка населення: